# Патронаж (сельское хозяйство)
Патронаж (англ. adoption, фр. parrainage, исп. apadrinamiento) — это коммерческая опека над плодоносящим многолетним растением или над скотным животным, которая получает всё большее распространение в сельском хозяйстве. Объектом патронажа может стать любое плодоносное растение (виноградная лоза, оливковое, апельсиновое, миндальное дерево, яблоня и т.д.) или скотное животное (корова, овца, свинья и т.д.).
В эмоциональном плане патронаж призван создавать дружественную привязанность конечного потребителя к сельскохозяйственной отрасли экономики. В экономическом смысле патронаж является своего рода предварительной продажей конечного продукта (фруктов, вина, растительного масла, молока, яиц, мяса и т.д.) по выгодной цене, которая часто бывает ниже рыночной, т.к. канал сбыта короче обычно и часто связывает напрямую производителя и конечного потребителя.
Патронаж над растением или животным имеет смешанную природу между осязаемым товаром и неосязаемой услугой. Услуга, в данном случае, выражается в возможности посетить место производства (ферму, виноградник и т.п.), поучаствовать в производственном процессе, получать регулярные извещения о событиях в жизни подопечного дерева или животного.

## Внешние ссылки
- Возьмите шефство над животными - Патронаж в животноводстве: над свиньями, коровами, овцами... (на англ. языке)
- Godstone Vineyards - Стань попечителем виноградника (на англ. языке) Архивная копия от 3 марта 2016 на Wayback Machine
- Стань спонсором апельсинового дерева (на исп. языке)
- Оригинальный подарок "Виноградник на урожай", попечительство виноградных лоз в Бордо (на рус. языке)